# روبرت مككمسون
روبرت «بوب» مككمسون, الأب (بالإنجليزية: Robert McKimson)‏ ولد وتوفي (13 أكتوبر 1910- 29 سبتمبر 1977) كان رسام رسوم متحركة ومخرج كارتون أمريكي، أشهر ما قدمه كان لووني تونز وميري ميلوديز لمصلحة وارنر براذرز.

## سيرة ذاتية
ولد في دنفر، كولورادو. عمل في استوديو رومر غراي في كاليفورنيا، أنتج الاستوديو العديد من الكارتون لكن لم يتم توزيعها، لهذا انتقل إلى والت ديزني لسنتين قبل أن ينتقل إلى هارمن-آيزينغ برودكشنز. في ذلك الوقت تعرض لارتجاج مخي إثر حادث، صرح لاحقا أن ذلك زاد من تخيلاته ودفعه بالتالي للمزيد من الإنتاج، عمل بعدها لدى ليون شليسنجر كرسام، بعد أن باع شليسنجر شركته إلى وارنر براذرز، تمت ترقية مككمسون إلى مخرج عام 1945 ليحل مكان فرانك تاشلين، عندما غادر بوب كلامبيت عين مككمسون في وحدة كلامبيت السابقة وعين آرثر دايفس في وحدة مككمسون السابقة. أكمل مككمسون العمل مع فريز فريلينغ وتشاك جونز حتى إغلاق الاستوديو عام 1962. طيلة عمله في استوديو وارنر، قدم مككمسون العديد من شخصيات لووني تونز وميري ميلوديز، منها شخصية فوغهورن ليغهورن، تاسماينيان ديفل، وسبيدي غونزالس، كما وأخرج العروض التي جمعت سيلفستر مع هيبتي هوبر.

## أسلوبه
التصميم الحديث لباغز باني كان من عمل مككمسون، الذي أقرضه لآرثر دايفس واستعمله في أعماله القليلة، كما كان له تصميم خاص لدافي داك وبوركي بيغ وباقي الشخصيات. يتجاهل العديد من النقاد عمل مككمسون، وذلك لسببين رئيسيين أولهما أن مككمسون لم يعش طويلا، وثانيهما قلة المقابلات معه.
يعتبر مككمسون رساما أفضل من كونه مخرج، غالب أعماله يغلب عليها طابع الشكل المربع، غالب أعماله ذات محتوى عنيف، يعد استمرارا لأسلوب بوب كلامبيت الذي غادر الاستوديو بعد ترقية مككمسون إلى مخرج بشهور، ويكون باكورة أعماله فيلم دافي دوودلس (1946). مككمسون وتيكس أيفري يعتبران من وضع ملامح باغز باني الأولية المعروفة حاليا، وبعد عدة تعديلات مر بها شكل باغز، وضع مككمسون نموذجا سار على خطاه زملاؤه، كما ووضع تصميما لدافي داك، يظهر كشخص ذكي، ماكر، متزن، وذو ألوان هادئة، عن البطة المجنونة التي رسمها تيكس أيفري وكلامبيت.
في 1953، أغلقت وارنر وحدة الرسوم المتحركة مؤقتا لستة أشهر، بعد إعادة فتح أبوابها، تمكن فريلينغ وجونز من إعادة من تفرق من فريقيهما بسرعة، بينما مككمسون لم يستطع استعادتهم ما عدا تيد بيرس المؤلف، وديك توماس ملون الخلفيات، فمعظم عروضه بعد ذلك كان يرسمها بنفسه، إلا أن هذا أظهر بعض الأمور الحسنة، كعمل روبرت غريبروك كفنان تخطيط وقصص تيد بيرس الجيدة، كما شارك وارن فوستر، مايكل مالتيز، وسيد ماركوس في كتابة بعض الأعمال الجيدة. من أشهر أعمال مككمسون-بيرس كانت في تقليد بعض البرامج التلفزيونية كالسلسلة الثلاثية هوني-ماوسرس التي قلدت مسلسل هونيموونرس. اعتبرت وحدة مككمسون مكانا لشحذ مهارات الجدد في مجال الكارتون، ومن بينهم آرت ليوناردي وتوم راي، الذين انتقلا إلى وحدتي جونز وفريلينغ.

## السنوات المتأخرة
عسكر مككمسون في الاستوديو الذي بدأ يفقد العاملين ومن بينهم جونز، بعد إغلاق الاستوديو في 1962، انتقل للعمل لدى ديباتي-فريلينغ إنتربرايزس التي يمتلكها زميليه فريز فريلينغ وديفيد إتش. ديباتي، وقام بإخراج المزيد من لووني تونز وميري ميلوديز وفق عقد وارنر براذرز مع ديباتي-فريلينغ، كما أخرج العديد من سلسلة ذي إنسبكتر. في عام 1967، فتحت وارنر أبواب وحدتها مرة أخرى، ويعود مككمسون إليها عام 1968 ويبقى حتى تغلق للمرة الأخيرة وإلى الأبد، آخر ما عمله في تلك الفترة كان إنجن تروبل بطولة كوول كات، والذي يعد آخر عرض لسلسلة لووني تونز وميري ميلوديز قبل إغلاق الاستوديو. في عام 1972 عاد مككمسون إلى ديباتي-فريلينغ ليقوم بإخراج العديد من عروض ذا بينك بانتر شو.
توفي مككمسون في 1977 أثناء تناوله العشاء مع فريز فريلينغ ودايفيد إتش. ديباتي إثر جلطة قلبية.
مككمسون لديه أخوان، تشارلز وتوم الذين عملا مثله كرسامي رسوم متحركة.

## وصلات خارجية
- روبرت مككمسون على موقع IMDb (الإنجليزية)
- روبرت مككمسون على موقع روتن توميتوز (الإنجليزية)
- روبرت مككمسون على موقع ألو سيني (الفرنسية)
- روبرت مككمسون على موقع أول موفي (الإنجليزية)
- روبرت مككمسون على موقع قاعدة بيانات برودواي على الإنترنت (الإنجليزية)
- روبرت مككمسون على موقع قاعدة بيانات الأفلام السويدية (السويدية)
- روبرت مككمسون على موقع قاعدة بيانات الفيلم (الإنجليزية)
- روبرت مككمسون على موقع كينوبويسك (الروسية)